# Maria Cześnik
Maria Cześnik (ur. 3 sierpnia 1977 w Warszawie) – polska triathlonistka, olimpijka z Pekinu (2008, jako zawodniczka klubu Biuro Podróży AS Szczecin). Wzrost 167 cm, waga 54 kg.
Jest żołnierzem Wojska Polskiego w stopniu starszego szeregowego.
Dwukrotna medalistka światowych igrzysk wojskowych w Rio de Janeiro 2011 (drużynowo złoty, a indywidualnie medal brązowy). 

## Osiągnięcia

### Puchar Europy
- 3. miejsce – indywidualnie (Kędzierzyn-Koźle 2006)
- 4. miejsce – indywidualnie (Alanya 2006, Kędzierzyn-Koźle 2007)
- 6. miejsce – indywidualnie (Portorož 2006)

### Mistrzostwa Polski
- 1. miejsce – indywidualnie (2004, 2006, 2007)
- 2. miejsce – indywidualnie (2002, 2003)
- 3. miejsce – indywidualnie (2005)

- 1. miejsce – dystans sprinterski (2006)
- 2. miejsce – dystans sprinterski (2003, 2004)

43. zawodniczka w serii mistrzostw świata w triathlonie w 2010.